# Anomala ptenomeloides
Anomala ptenomeloides är en skalbaggsart som beskrevs av Ohaus 1916. Anomala ptenomeloides ingår i släktet Anomala och familjen Rutelidae. Inga underarter finns listade i Catalogue of Life.